# Au seuil de la vie (film, 1936)
Pour l’article homonyme, voir Au seuil de la vie.
Pour plus de détails, voir Fiche technique et Distribution.
Au seuil de la vie (titre original : The Devil Is a Sissy) est un film américain en noir et blanc réalisé par W. S. Van Dyke et Rowland Brown, sorti en 1936.

## Synopsis
Un jeune garçon britannique se retrouvant à New York, objet de moquerie de la part de ses camarades, tente de s'intégrer à un gang.

## Fiche technique
- Titre original : The Devil Is a Sissy
- Titre français : Au seuil de la vie
- Réalisation : W. S. Van Dyke, Rowland Brown, John Lee Mahin
- Scénario : Rowland Brown
- Musique : Herbert Stothart
- Tournage : du 20 juin 1936 au 10 août 1936
- Lieu de tournage : Metro-Goldwyn-Mayer Studios (Californie)
- Image : Harold Rosson, George Schneiderman
- Montage : Tom Held
- Producteur : Frank Davis
- Société de production : Loew's Inc.
- Société de distribution : Metro-Goldwyn-Mayer
- Pays de production :  États-Unis
- Langue d'origine : anglais américain
- Format : noir et blanc — 35 mm — 1,20:1 — son : mono (Western Electric Sound System)
- Genre : comédie dramatique, film pour la jeunesse
- Durée : 92 minutes
- Dates de sortie : 
  - États-Unis : 18 septembre 1936
  - France : 7 mai 1937

## Distribution
- Freddie Bartholomew : Claude 'Limey' Pierce
- Jackie Cooper : Robert 'Buck' Murphy
- Mickey Rooney : James 'Gig' Stevens
- Ian Hunter : Jay Pierce
- Katharine Alexander : Hilda Pierce
- Peggy Conklin (en) : Rose Hawley
- Gene Lockhart : M. Jim 'Murph' Murphy
- Kathleen Lockhart : Mme Murphy
- Jonathan Hale : le juge Holmes
- Etienne Girardot :  M. Crusenberry
- Sherwood Bailey : Bugs
- Buster Slaven : Six-Toes
- Grant Mitchell :  Paul Krumpp
- Stanley Fields : Joe, un gangster
- Harold Huber : Willie, un gangster
- Frank Puglia : 'Grandma', un gangster
- Etta McDaniel : Molly
- George Davis : Charlie, propriétaire du restaurant